# Анонімні Алкоголіки

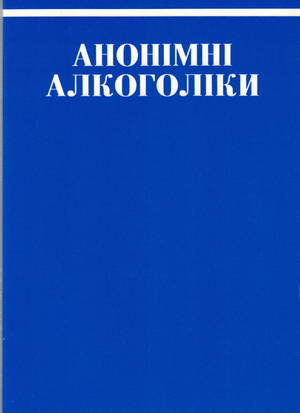
Це переклад другого видання книги Анонімні Алкоголіки. Це основний текст, в якому викладаються принципи всесвітньо відомої програми подолання алкоголізму. Вона перекладена 71 мовами і поширюється повсюдно, допомагаючи людям порадити собі зі своєю пристрастю, оскільки алкоголізм не визнає державних кордонів.

Аноні́мні Алкого́ліки — спільнота осіб, що обмінюються досвідом, силою та надією задля вирішення спільної проблеми та допомоги в одужанні від алкоголізму.
Єдиною вимогою для членства є бажання кинути пити.
Членство в АА не передбачає вступних або обов'язкових платежів;
Товариство утримується завдяки власним добровільним внескам.
АА не пов'язані з будь-якою сектою, релігією, політикою, організацією чи установою; не бажає брати участь в будь-яких суперечках, не підтримує і не виступає проти будь-яких справ.
Основна мета — залишатися тверезими й допомагати іншим алкоголікам досягти тверезості.

## Преамбула АА
Текст «Преамбули» змінювався безліч разів, але формулювання, прийняте Міжнародною Конференцією АА в 1951 році, найкраще висвітлює суть Анонімних Алкоголіків загалом.
Аноні́мні Алкого́ліки — це товариство чоловіків і жінок, які діляться один з одним своїм досвідом, силою і надією з метою вирішити їхню спільну проблему й допомогти іншим одужати від алкоголізму.
Єдиною вимогою для членства є бажання кинути пити. Членство в АА не передбачає вступних або обов'язкових платежів; товариство утримується завдяки нашим власним добровільним внескам.
АА не пов'язане з будь-якою сектою, релігією, політикою, організацією чи установою; не бажає брати участь в будь-яких суперечках, не підтримує і не виступає проти будь-яких справ.
Основна мета — залишатися тверезими й допомагати іншим алкоголікам досягти тверезості

## Історія АА
У 1840 році в місті Балтимор утворилося Вашингтонська Група (товариство). До його складу входили алкоголіки, що намагалися втілити ідеї взаємодопомоги. Це товариство було дуже активним в політичних і соціальних питаннях, тому через якийсь час до його складу почали входити люди, що не мали відношення до проблеми алкоголізму. Вашингтонське Товариство перестало вважатися групою взаємодопомоги, оскільки основна діяльність груп почала носити суспільний характер. Наприкінці XIX століття було створено «Спільноту ранніх християн», з якого згодом (початок XX століття) виділилася «Оксфордська група». Її основними завданнями було відродження християнських традицій.
Місцем заснування АА були Сполучені Штати. Ініціатором був біржовий маклер Білл В. (Вільям Гриффіт Вілсон). Другий співзасновник був доктор Боб (Роберт Холбрук Сміт -  Dr. Robert Holbrook Smith). Його перший день безперервної тверезості 10 червня 1935 року вважається символічною датою народження цього руху.
Історія організації починається з того, як американець Білл Вілсон, який через п'янку в черговий раз потрапив до лікарні і пів року після того залишався тверезим. Відчуваючи спокусу напитися знову, він почав шукати п'яницю, який би потребував допомоги. Білл познайомився з доктором Бобом Смітом, теж алкоголіком. У них виникла ідея, що, спілкуючись один з одним, вони можуть протистояти недузі. Так зародилося товариство Анонімних Алкоголіків. З часом таке своєрідне спілкування почало все більше поширюватися. 10 червня 1935 року доктор Боб Сміт востаннє випив алкогольний напій (пляшку пива). В останні роки з'явилися нова затверджена публікація А.А.Всесвітньої служби з історії Товариства Анонімних Алкоголіків (США) книги «Вперед», яка має календар, і в ньому, за інформацією 435: «10 червня: останній запій доктора Боба». Дім др. Боба у м. Акрон —  [Архівовано 6 липня 2017 у Wayback Machine.]
Організаційно корені А. А. були в групах Оксфорда. Після від'єднання від них близько 1938 року, на той час, ще безіменну групу, учасники якої вирішили записати свої враження. У 1939 році Біл У. з друзями опублікував книгу «Анонімні Алкоголіки» і з її назви бере свою назву весь рух.
Цей досвід дозволив їм об'єднати інших алкоголіків, і в 1937 році група налічувала вже 40 учасників. У грудні 1938 був розроблений та сформований текст Програми «12 кроків». У 1940 році він створив перший офіс для обробки інформації. Публікація статей в пресі і прихильне ставлення багатьох лікарів, зроблені на початку 40-х років, сприяли швидкому зростанню чисельності руху.
Приступаючи до розповіді про виникнення Товариства АА, необхідно повернутися в 19-століття, коли в м Балтіморі в 1840 р з'явилося Вашингтонська Суспільство (Washingtonian Society). Першими його членами були лише алкоголіки, які намагалися здійснити ідеї взаємодопомоги.
У якийсь момент кількість його членів перевищила 100 тисяч осіб. Згодом члени Товариства стали займатися питаннями політичними і соціальними (вступили в активну боротьбу за знищення рабства). Так в їх рядах з'явилися політичні діячі, як алкоголіки, так і не алкоголіки.
Суспільство здійснило ряд заходів, що мали на меті змінити змінити американські звичаї в області споживання алкоголю.
Незабаром після цього воно втратило здатність допомагати алкоголікам (їх досвід згодом був використаний Товариством АА, див. 10-у Традицію).

## Історична довідка про виникнення Товариства АА
У 90-х роках 19-го століття з ініціативи лютеранського пастора Франка Бухмана в Англії було організовано «Спільнота ранніх християн» з якого надалі відокремилася так звана Оксфордска група (1921 рік). Метою «Групи» було відродження християнських традицій і заповідей. Ця «Група» керувалася у своїй діяльності "Чотири Абсолюти" християнства.

###### Філософія "Чотирьох Абсолютів":
- абсолютної чесності - по відношенню до себе та інших, чесності в словах, вчинках і думках;
- абсолютної готовності допомагати іншим;
- абсолютною чистоти (тіла, духу і намірів);
- абсолютної любови (до Бога і ближнього).
Досвід Оксфордської групи був використаний у допомозі алкоголікам протверезіти та взятий за основу у духовній програмі одужання з алкоголізму.
* 1932 рік. - Роланд Х., пройшовши річний курс терапії у знаменитого психіатра і психоаналітика Карла Юнга в Цюриху, заявив, що він досить добре вивчив себе самого і методи захисту від алкоголю. Проте, через невеликий проміжок часу він зірвався, після чого знову повернувся до доктора Юнгом, якому на цей раз вдалося переконати свого пацієнта, що йому ні коли не виграти сутичку з алкоголем, і, щоб одужати, необхідно глибоке духовне оновлення особистості. Усвідомлення свого безсилля підштовхнуло Роланда до вступу в «Оксфордську групу», що мала свій фінал в Нью-Йорку. Роланд Х. став допомагати, відповідно до Традиціями «Групи», іншим алкоголікам. Так він зустрівся ще з одним алкоголіком - Едвіном Т. з яким поділився думками про природу алкоголізму.
* 1934 року, листопад - Едвін Т. був знайомий з алкогольною проблемою свого шкільного друга Білла В., він не раз відвідував його будинку. Білл В. в цей час знаходився в «запої», проте він досить здивувався станом свого друга, якого вважав безнадійним п'яницею. Після бесіди з Едвіном Біл ще раз зважився спробувати лікуватися.
* 1934 року, грудень - Едвін неодноразово відвідує знаходиться на стаціонарному лікуванні Білла. Останній вже в 4-й раз з 1932 року проходив курс антиалкогольної терапії у доктора Сілкворта, якого називали «маленьким доктором люблячим п'яниць». Розповідаючи Біллу історію свого пияцтва, Едвін переконав його що для одужання необхідно визнати своє безсилля щодо алкоголю і що необхідно визнати СВОГО Бога, якого він назвав «Вищою Силою». Після цих бесід, вийшовши з клініки, Білл В. разом з дружиною Луїс вступив в «Оксфордську Групу».
* 1935 року, 11-12 травня - У ці дні Білл В. перебував у службовому відрядженні в м Акрон (штат Огайо). Відчувши себе погано, відчуваючи бажання напитися, він став шукати зустрічі з іншим алкоголіком. За допомогою місцевої «Оксфордської Групи» він зустрівся з Генрієтою Зейберлінг, знайомої доктора Боба. Доктор Боб був 11-го травня п'яний, проте погодився приділити 15 хвилин зустрічі з людиною, який назвався «членом« Оксфордської Групи «алкоголіком з Нью-Йорка, який потребує іншого алкоголіка«. Зустріч відбулася і тривала набагато більше запланованого часу, а саме з 17-ти до 24 годин. Це було побачення двох «безнадійних» алкоголіків - біржового маклера Білла В. (Вільям Гріффіт Вілсон, 1895-1971 рр.) І лікаря-хірурга Боба (Роберт Хальбрук Сміт, 1879-1950 рр.). Білл до цього пройшов через кілька наркологічних лікарень, а Боб був уже не в змозі проводити хірургічні операції.
* 1935 року, 10 червня - Це день виникнення Товариства АА. (Цього дня Боб останній раз в житті випив алкоголь)
Істотну роль у створенні Товариства зіграв згаданий вище друг Анонімних Алкоголіків д-р Вільям Д. Сілкворт. Істотний вплив на формування Програми Спільноти АА надали, крім «Оксфордської Групи«, погляди Карла Густава Юнга і філософа Вільяма Джеймса.
* 1937 року - У Спільноті, що налічувала 40 членів, була прийнята жінка. В цьому ж році Білл В. разом з групою однодумців з Нью-Йорка виходить зі складу «Оксфордської Групи» та організовує «Групу анонімних алкоголіків».
* 1938 року, травень - Білл В. починає роботу над текстом так званої «Великої Книги» Анонімних Алкоголіків (влітку були написані 2 перших розділи).
* 1938 року, жовтень - Товариство, що налічувало 60 осіб.
* 1938 року, грудень - Впорядкував текст «12 Кроків», що з'явився пропозицією для просування по шляху тверезості.
* 1939 року - у психіатричній лікарні Нью-Йорка виникла Перша група АА в лікувальному закладі. Спільнота налічувало 100 членів.
* 1939 року, травень - публікація так званої «Великої Книги». (Тривалий час точилися суперечки з приводу назви книги). Були пропозиції назвати книгу «100 чоловіків«, «Порожня чарка«, «Сухий шлях«, «Суха життя». Алкоголіки з м Акрон пропонували назву «З вірою в добро«, а алкоголіки з Нью-Йорка - «Анонімні Алкоголіки«. І оскільки в бібліотеці Конгресу США було вже 25 книг з назвою «З вірою в добро» і 12 книг «Дорога«, а книги «Анонімні Алкоголіки«, що не значилося, то залишилося остання назва.
* 1939 року, серпень - Д-р Боб разом з черницею Ігнація став здійснювати терапевтичну допомогу алкоголікам в госпіталі св.Фоми в м.Акрон (перший «детокс«). Група АА Середнього Заходу США виходять зі складу «Оксфордської Групи«.
* 1940 року, лютий - Організація в Нью-Йорку першого Бюро Світового обслуговування АА.
* 1940 року, березень -терапевтичне програма допомоги алкоголікам в госпіталі св. Фоми була офіційна визнана. Від кожного вступника на детоксикацію пацієнта була потрібна наявність наставника з АА, обов'язком якого було допомагати підопічному в його сімейних взаєминах, на роботі і з оточенням; пацієнт в присутності наставника повинен був позитивно відповісти на питання, чи дійсно він хоче кинути пити, а в разі негативної відповіді йому пропонувалося прийти наступного разу. Повторних парафій не було зареєстровано. Пропонована програма терапії була дуже інтенсивною і тривала 5 днів, протягом яких пацієнт виконував певні завдання.
* 1941 - У газеті »The Saturday Evening Post» з'явилася стаття про Анонімних Алкоголіків. Її автор, Джек Александер, сповістив американців про існування Товариства Анонімних Алкоголіків. Протягом року кількість членів АА збільшилася з 2-х до 8-ми тисяч чоловік.
* 1942 року - У Каліфорнії пройшов перші збори АА в тюрмі.
* 1943 року - З'явилася перша не американська група АА в Канаді (результат діяльності пастора Дж. Літтла).
...... Доповідь д-ра М. Тьєбоута на Конференції Американської психіатричної спільноти (Детройт) про терапевтичний механізм Програми АА (в січні 1944 року доповідь було опубліковано в журналі з психіатрії »The American Journal of Psychiatry«).
* 1944 року - Вийшов перший номер періодики АА - журнал »Grapevine«. З'явилася перша група АА в Австралії. На той час Спільнота АА налічувало 360 груп і понад 10 тисяч членів.
* 1946 року - Публікація в журналі "Grapevine» першої так званої розгорнутої форми «12 Традицій».
Поява першої групи АА в Європі (Дублін, Ірландія), а також перших груп в Мексиці та Південній Африці.
* 1948 року - Перша група АА в Японії. Головний лікар компанії «Кодак» д-р Джон Л. Норріс радить своїм пацієнтам відвідувати збори АА.
* 1950 року народження - I Міжнародний з'їзд Товариства АА (Клівленд) одностайно приймає «12 Традицій», як основу роботи груп АА.
Спільнота налічує 3527 груп і 96475 учасників. У листопаді вмирає  доктор Боб.
* 1952 року  - Біл В. продовжує роботу над складанням програмних документів АА «12 Кроків і 12 Традицій».
* 1953 року  - публікація книги «12 Кроків і 12 Традицій».
* 1954 року - «Алкогольний Фонд» перетворений в Службу АА.
* 1955 році -з'являється друге видання книги «Анонімні Алкоголіки», куди увійшли нові історії життя її членів.
...... Ухвалення II Міжнародним з'їздом АА символіки Товариства (м Сан-Луї; 5000 учасників). Символ Товариства - коло з вписаним в нього трикутником. Коло позначає всесвітній рух АА, сторони трикутника - одужання, єдність і служіння.
...... Публікація книги «АА дорослішають» (“Alcoholics Anonymous Comes of Age”). З'являється перша «заморська» (поза американським континентом) Служба АА в Англії та Ірландії.
* 1960 року - В Лонг Біч проходив III Міжнародний з'їзд АА. До цього часу в Спільноті АА було 7800 груп і 137 тисяч учасників.
* 1962 року - На XII Конференції служби АА прийнятий документ «12 принципів Всесвітньої служби АА»
* 1965 року - В Торонто (Канада) відбувся IV Міжнародний з'їзд АА, в якому взяло участь близько 10 тисяч осіб.
* 1969 року - Перша Міжнародна зустріч співробітників Служби АА (Нью-Йорк).
* 1970 року - В Маямі проходить V Міжнародний з'їзд АА; Спільнота налічує 14800 груп і 260 тисяч членів.
* 1971 року - В січні вмирає Білл Вілсон.
* 1973 року - В Спільноті АА - 18900 груп і 363 тисячі членів.
* 1974 року - вперше в історії АА Всесвітня зустріч Служб АА відбулася поза США (у Лондоні).
* 1975 року - VI Міжнародний з'їзд АА в м Денвері (США), в якому взяло участь близько 20 тисяч делегатів; в м Познані (Польща) з'явилася перша група АА в Східній Європі.
* 1978 року - Спільнота АА налічує 30800 груп (з них 28,3% поза територією США і Канади), близько 559 тисяч членів груп.
* 1980 року - В м.Нью-Орлеані проходив VII Міжнародний з'їзд АА, який зібрав близько 22500 учасників, представників 23 країн.
...... Спільнота налічувало вже 39800 груп (35,2% поза США і Канади) і 839 тисяч членів АА.
* 1981 року - Відбулася I зустріч Служб АА в Європі.
* 1983 року - Спільнота АА функціонує 56200 груп (39,4% поза США і Канади), кількість членів 1.123.000.
* 1985 року - В Монреалі проходить VII Міжнародний з'їзд АА, в якому бере участь 45 тисяч делегатів, серед яких вперше був представник Польщі.
* 1986 / 87 року -  Спільнота АА налічує 73192 групи з числом учасників 1.556.316.
* 1990 року - у м. Сіетлі (США) проходить IX Міжнародний з'їзд АА, який зібрав 48 тисяч учасників, представників 78 країн.
Спільнота налічує 92300 груп з 1.994.000 учасників.
У Мюнхені проходить XI -я зустріч Служб АА.
* 1991 року - відмови від символіки АА (коло з вписаним в нього трикутником), оскільки за нормами міжнародного права не можна було монопольно використовувати цей знак, що, в свою чергу, загрожувало використанням символіки Товариства АА в інших цілях.
* 1995 року - Спільнота АА налічує  1,7 млн членів та працює в 141 країні світу. У Сан-Дієго (США) проходить 60-та Конференція АА, в якому бере участь більше 54 000 осіб із 89 країн світу.
* 2015 року - Атланта (США) 80-та річниця утворення АА.біля 70 тис. учасників.
*2020 року - 11 травня, на сайті Стенфордського Університету опублікована стаття під назвою: "Анонімні Алкоголіки найефективніший шлях до відмови від алкоголю" [Архівовано 20 лютого 2022 у Wayback Machine.]
*2021 рік - на кінець року у США 69 812 груп АА. У Польщі - близько 3 000 груп АА. у Росії - біля 1000 груп АА. В Україні - 119 груп АА.
Станом на січень 2022 року Спільнота Анонімні Алкоголіки налічує понад 2,5 млн членів. Вважається, що групи товариства проводять свої зібрання у 180 країнах світу.

## АА в Україні
Перед тим, як розпочати розповідь про виникнення руху товариства АА в Україні, необхідно повернутися до створення товариства АА в Радянському Союзі, однією з республік якого була і Україна
- 1986 рік, серпень — Виздоровлюючий алкоголік зі США, бізнесмен, організовує у Москві першу в СРСР групу Анонімних Алкоголіків «Московскіє начинающіє». В цьому ж, 1986 році, програма АА була представлена американськими офіційними працівниками лікувальних центрів від алкоголізм та безпосередньо анонімними алкоголіками США у Міністерстві Охорони Здоров'я України. Перші зібрання груп Анонімних Алкоголіків в Україні, зокрема в Києві, розпочались в 1989 році.
- 1989 рік, січень — До Києва приїздить місіонер із США чоловік на ім'я Лео К., термін тверезості його на той час становить близько 7 років. Лео К. влаштовується працювати консультантом з проблем алкоголізму до психіатричної лікарні ім. Павлова з окладом 85 руб. на місяць і його поселяють в окрему кімнату у гуртожитку на вулиці Драйзера, що на житловому масиві Троєщина. В психіатричній лікарні він налагоджує робочі контакти з професійними робітниками, які бажають ознайомитись з програмою Анонімних Алкоголіків «12 Кроків», та знайомиться з пацієнтами лікарні, які на той час проходили лікування від алкоголізму та вважались безнадійними алкоголіками.
- 1989 рік, 21 лютого — Цей день офіційно визнано днем народження руху АА у Києві та й в Україні. Цього дня Лео К. проводить перше заняття групи АА в будинку санітарно-медичної освіти по вулиці Чкалова, 65. На першій групі АА присутні 4 особи — усі свого часу лікувались в психіатричній лікарні. Заняття проводить Лео К. Перша група АА називається «Искренность». На групі присутній також заступник головного лікаря-нарколога з наркологічної лікарні по вул. Качанова пан Яблонський Едуард Леонідович, якого хворі між собою називали «наш батько» і який багато зробив для становлення руху АА в Україні.
- 1989 рік, 6 березня — Лео К. організовує другу групу АА в Києві — «Контакт».
- 1989 рік, травень — Завдяки зусиллям та інформації про рух АА в наркологічних диспансерах та публікації в газеті «Вечірній Київ» кількість членів в 2-х групах АА становить близько 20 осіб.
- 1989 рік, липень — Лео К. виїжджає до м. Луцьк, де зустрічається з місцевими психіатрами-наркологами та алкоголіками Володею Т. та Леонідом К., один з яких недавно вийшов з місць позбавлення волі, а інший безуспішно лікувався в різних наркодиспансерах міста і створює групу АА.
- 1989 рік, серпень — до Києва приїжджає група Анонімних Алкоголіків з США для обміну досвідом, силами та надією з АА Києва. З Києва група разом з анонімними алкоголіками Києва виїздить до Львова, Ужгорода та Кишинева, де також за підтримки наркологічних служб проводяться перші знайомства з Програмою Анонімних Алкоголіків та організовуються перші групи АА в цих містах.
- 1989 рік, вересень — За активної підтримки Яблонського Е.Л., Лео К. організовує поїздку автобусом (від товариства тверезості) групи анонімних алкоголіків з Києва разом з хворими алкоголіками з наркодиспансера до Одеси для створення групи АА. Тут проходить знайомство Лео К. з одним з провідних спеціалістів з питань наркозалежності Сергієм Д., до того ж, залежним від алкоголю, та організовується група АА в м. Одесі. (До речі, декілька алкоголіків з групи наркодиспансера потрапили в Одесі до витверезника і анонімні алкоголіки просили органи міліції відпустити їх, що ще раз підтверджує, що робота зі становлення груп надзвичайно відповідальна справа і проводити її потрібно тверезими анонімними алкоголіками з певним терміном тверезості). На приватні адреси членів груп АА України прибувають посилки з першими книгами та брошурами російською мовою зі США. Україна отримує книги «Анонімні Алкоголіки», «12 кроків та 12 традицій», 8 брошур.
- 1989 рік, вересень — Розпочинає роботу в Києві ще одна група АА «Велика книга».
- 1989 рік, вересень — Завдяки Лео К. розпочинає роботу перша група родичів алкоголіків — група Ал-Анон. Допомагає в організації роботи групи жінка одного з членів групи АА Валентина Ш.
- 1990 рік, січень — Лео К. від"їздить до Москви і влаштовується на роботу в 17-ту наркологічну лікарню та робить перші спроби з організації більш якісної роботи груп АА в Москві.
- 1990 рік, лютий — У Києві перша річниця груп АА. На святкування ювілею прибувають анонімні алкоголіки з Москви, Луцька, Одеси, Іллічівська, Львова, а також Риги, Волгограду та Ростова-на-Дону — всього близько 60 чоловік. Бажаним гостем був, безумовно, Лео К., який прибув з Москви. Ця річниця послужила добрим прикладом для встановлення традиційних ювілейних зустрічей груп інших міст України.
- 1990 рік, травень — 3 Києва виїздить група АА автобусом до Мінська, а з Москви до Мінська виїздить Лео К. Відбувається перша зустріч в Мінську та починає роботу перша група АА Білорусі. Налагоджуються тісні контакти з групами АА Литви, Латвії, в міжнародному довіднику груп АА з'являються адреси та контактні телефони груп АА та окремих членів АА, що сприяло встановленню зв'язків між групами.
- 1990 рік, травень — Організовується перша англомовна група АА завдяки зусиллям Ніка Д. з США. Заняття групи проходять на квартирі в Ніка.
- 1991 рік, травень — В Мінську робиться спроба організувати Регіональну структуру обслуговування АА з центром в Мінську. Мета — створення структури АА, в яку мали входити групи АА України, Молдови Латвії, Литви та в майбутньому Естонії. Головою Центру було обрано Станіслава К.
- 1991 рік, травень — В Одесі розпочинає роботу перший в Україні лікувальний наркологічний центр, що працює за програмою Анонімних Алкоголіків 12 кроків. Очолює центр Сергій Д. Лео К. та Сергій Д. видають книгу для роботи по програмі 12 кроків «Ступені до тверезості». Зі США прибуває багато літератури російською мовою, серед них книга «Жити тверезими», та багато нових брошур. Лео К. завершує свою місію в Україні та Росії і від"їздить до США.
- З 1991 року стало доброю традицією святкувати ювілеї (дні народження) груп АА в містах України. На такі форуми приїздили члени АА з різних міст колишнього Радянського Союзу та країн зарубіжжя. З лютого 1991 року в м. Луганськ розпочинає роботу група АА «Алла».
- 1992 рік — Роман Ч. розпочинає активне листування із офісом обслуговування АА у Нью-Йорку (AAWS) і щодо перекладу літератури АА українською та отримання ліцензій на перекдлад.
- 1992 рік — член АА з Канади, Роман Ч. - розпочинає збір коштів серед членів АА у Канаді, - з метою перекладу та друку книги АА українською мовою. Весною налагоджує листування з Леонідом K., із м. Луцьк, та Світланою Беляєвою — психологом наркологічного диспансеру м. Львів.
- 1993 рік — Роман Ч. приїжджає в Україну та домовляється про переклад книг «Анонімні Алкоголіки» та «12 Кроків та 12 Традицій» — українською мовою. Коли вже термін перельоту наближався а грошей все ще було недостатньо Роман Ч. зробив оголошення що на кожний подарований долар від додасть два своїх... і це спрацювало!
- У 1993 році в м. Житомир організовується група АА «Ти не один».
- 1994 рік — в Америці друкують книги «Анонімні Алкоголіки» та «12 Кроків та 12 Традицій», а також 5 брошур АА, українською мовою, за сприянням Романа Ч. з Канади.
- 1994 рік, — у Львів приїздить з гуманітарною місією члени АА з Польщі. Вітольд К. із м.Глівіце за сприянням С.Біляєвої та головного лікаря В.Вєсєловської, — розпочали проведення інформаційних зустрічей у Львівському Державному Наркологічному Диспансері. Як винагорода за їхню працю — 31 травня 1994 р. відбулося перше зібрання АА у м. Львові, група отримала назву «Світло».
- 1995 рік, травень — після візиту групи АА з Києва до Чернігова, розпочинає роботу група АА в Чернігові.
- 1996 рік, квітень — на автомобілі до Полтави виїздять члени АА Микола Д., Михайло Ш., Валентин М. які 7 квітня сприяли започаткуванню групи «Віра» у Полтаві.
- 1998 рік, лютий — в США помирає засновник руху АА в Україні та Білорусі Лео К. На превеликий жаль, після від'їзду Лео К. до США зв'язки з ним були відсутні і за подальшу його долю протягом часу ми не могли дізнатись. Лео К. залишив «12 практичних побажань членам АА» для України та Білорусі, які і на сьогодні є надзвичайно актуальними для роботи груп АА.
- 1999 рік — До ювілею 10-річчя АА в Україні нараховується близько 40 груп. На початок 1999 року на святкування 10-річчя до Києва приїздить близько 500 осіб. Святкова зустріч відбувалася у залі Києво-Могилянської Академії. Присутні члени АА з колишнього СРСР, з Польщі, США, Фінляндії та інші. На Форумі робиться перша спроба створення Центральної структури обслуговування груп АА України з офіційною реєстрацією в органах державної влади України. На таких конференціях, які проводяться щорічно, приймаються рішення представниками груп, обговорюються проблеми груп, методи донесення ідей АА до інших алкоголіків, співпраця із ЗМІ, спікерські зібрання для опрацювання 12 традицій, 12 кроків, 12 принципів — всесвітнього служіння, обмін досвідом груп. Розпочинається активний обмін делегаціями між Україною, Росією, Білоруссю, Польщею та Англією. Вперше на Європейську робочу конференцію делегується представник від України. В Ірландію делегується 1 представник від України на Всесвітню робочу конференцію. На сьогодні в Україні нараховується близько 80 груп АА.
- 2003р. - а точніше 07.03.2003р. активні та небайдужі учасники Спільноти зареєстрували громадську організацію Український Центр Обслуговування Анонімних Алкоголіків. Юридична адреса: (36023, м.Полтава, вул.Героїв АТО, 116/1) - яка досі виконує офіційне представництво АА в Україні.(https://aa.org.ua/contacts/ [Архівовано 21 лютого 2022 у Wayback Machine.])
- 2004р. - 15-та річниця АА в Україні проводиться в м. Одеса.
- 2009 - 20 років АА в Україні ми святкували у історичному місті Львові, з 19 по 21 червня 2009 року. Відсвяткувати цю дату прибули близько 1200 осіб. Святкування проходило у манежі велотреку СКА. Білорусь та Молдова, Литва та Латвія, Англія та Фінляндія, Швеція та Італія, Росія та Польща, Словаччина та Румунія, а також представники Канади, Чехії та США… — прибули, щоб ділитися досвідом силами та надіями з виздоровлюючими алкоголіками Перемишлян, Стрия, Дніпропетровська, Харкова та Чернігова, Києва та Білої Церкви, Мелітополя та Маріуполя, Сімферополя, Севастополя та Луцька… — хтось знав мову і міг спілкуватися а хтось ні, але усі розуміли один одного… тому, що розмовляли мовою серця… атеїсти, католики, православні, протестанти…  Менеджер зустрічі, Тарас К. (м.Львів), - за підтримки:   - УРО АА (Української Ради Обслуговування АА),   - УЦО АА (Українського Центру Обслуговування АА),  - Львівської Інтергрупи АА  - студентів Кафедри соціології та соціальної роботи Національного Університету "Львівська Політехніка".
- 2014 рік, червень — 25 років АА України. В Україні налічується більше 120 груп АА.
- 2019 року — 30 років АА України. Святковий форум проходив у Ів. Франківську 5-7 липня 2019р.[1] Станом на 1 січня 2019 р. в Україні діє більше 130 груп АА. (для порівняння у Польщі 2 800 груп АА. Англія 4 435 груп Велика Британія — 5 103 групи АА. Литва — 138 груп АА. США — 61 904 групи АА)[2]
- 2022 рік, січень - в Україні 119 груп АА. У США 69 812 груп АА. У Польщі - близько 3 000 груп АА. у Росії - біля 1000 груп АА.

## 12 Кроків АА
- «12 Кроків» — програма духовного переорієнтування для залежних від алкоголю. Метою є визнання своєї залежності, апелювання до «вищої сили» для лікування, відшкодування збитку, завданого іншим в результаті залежності і донесення цілющого знання до інших узалежнених. Значною мірою покладається на прийняття «вищої сили» або Бога, який може розумітися по-різному, але це є обов'язковою діючою силою в одужанні.
- Програма «12 Кроків» використовується у роботі груп АА. Як правило, для ефективного опрацювання етапів програми необхідною є наявність досвідченого учасника (спонсора — наставника), здатного роз'яснити принципи кожного кроку.
- На основі програми була створена так звана Міннесотська модель лікування алкоголізму та інших узалежнень, що припускає участь професіонала-психотерапевта як рівного учасника.
- Папа Іван Павло II назвав Програму «12 Кроків» «найдуховнішою програмою» і всіляко заохочував до її поширення. АА і Програма «12 Кроків» сильно поширені не тільки в католицькому середовищі, але й серед протестантів, а в останні роки почали дуже швидко поширюватися серед православних в Росії, Білорусі та Україні. «Програма має релігійне підґрунтя і вкінці може привести людину до храму». [Архівовано 31 грудня 2014 у Wayback Machine.]

Дванадцять Кроків АА
1. Ми визнали, що ми були безсилі перед алкоголем, що наше життя стало некерованим.
2. Повірили, що Сила, могутніша за нашу власну, може повернути нам здоровий розум.
3. Прийняли рішення доручити нашу волю і наше життя під опіку Бога, як ми розуміли Його.
4. Зробили сумлінну та безстрашну моральну інвентаризацію самих себе.
5. Визнали перед Богом, собою та іншою людиною справжню природу наших помилок.
6. Були повністю готові до того, щоб Бог усунув всі ці дефекти характеру.
7. Покірно попросили Його усунути наші недоліки.
8. Склали список  усіх людей, кому ми заподіяли шкоду, і стали готовими відшкодувати всім їм завдані збитки.
9. Особисто відшкодовували заподіяні цим людям збитки, де тільки можливо, крім тих випадків, коли це могло зашкодити їм або кому-небудь іншому.
10. Продовжували робити особисту інвентаризацію, і коли ми були неправі, відразу визнавали це.
11. Шукали шляхом молитви і медитації покращення нашого свідомого контакту з Богом, як ми розуміли Його, молячись лише про знання Його волі щодо нас і сили виконати її.
12. Досягнувши духовного пробудження, як результат цих кроків, ми намагались нести це послання до алкоголіків і застосовувати ці принципи у всіх наших справах.

## 12 Традицій АА
У спільноті існують «12 Традицій АА» — це принципи, які покладені в основу функціонування групи, підтримки її розвитку і доброзичливого спілкування її членів. «12 Традицій» — це не закони і правила, а лише побажання, які складені на основі попереднього досвіду розвитку Анонімних Алкоголіків.
Дванадцять Традицій АА:
1. Наш спільний добробут повинен бути на першому місці; особисте одужання залежить від єдності АА.
2. Для нашої спільної мети є лише один найвищий авторитет — люблячий Бог, як Він може виразити Себе в нашій груповій свідомості. Наші лідери — лише наділені довірою служителі; вони не керують.
3. Єдиною вимогою для того, щоб стати членом АА, є бажання кинути пити.
4. Кожна група має бути цілком самостійною, за винятком справ, які стосуються інших груп або АА в цілому.
5. У кожної групи є лише одна головна мета — нести своє послання до алкоголіка, який все ще страждає.
6. Групі АА ніколи не слід підтримувати, фінансувати або надавати ім'я АА для використання жодній спорідненій організації або сторонній установі, щоб проблеми, пов'язані з грошима, власністю і престижем не відволікали нас від нашої головної мети.
7. Кожній групі АА слід повністю спиратись на власні сили, відхиляючи внески ззовні.
8. Анонімним Алкоголікам варто завжди залишатися непрофесійним об'єднанням, проте наші службові центри можуть наймати спеціальних працівників.
9. АА, як таким, ніколи не слід мати системи управління; але ми можемо створювати ради або комітети, безпосередньо відповідальні перед тими, кого вони обслуговують.
10. Товариство Анонімних Алкоголіків не має точки зору щодо зовнішніх питань; отже ім'я АА ніколи не слід залучати до громадських дискусій. 
11. Наша політика зв'язків з громадськістю ґрунтується на привабливості, а не на рекламі; нам потрібно завжди зберігати особисту анонімність на рівні преси, радіо та кіно.
12. Анонімність є духовною основою всіх наших Традицій, що завжди нагадує нам ставити принципи перед особистостями.
Переклад затверджено Літературним Комітетом Української Ради по Обслуговуванню АА 2012 р.

## Термінологія деяких значень, що використовують в A.A.

### Програма HALT

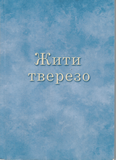
Перше видання українською 2013р.

Програма HALT (від початкових літер англійських слів hungry, angry, lonely, tired) в основному має рекомендаційний характер, застерігаючи від початку пиття. (перша рюмка). Його назва є абревіатурою утворена від слів: «Голодний, Злий, Самотній, Втомлений». Рекомендація для запобігання стану, в якому вплив цих факторів, що спонукають до випивки.

### Спонсорство
Спонсорство, у розумінні АА, — НЕ пов'язане з фінансовою сферою. Спонсорство — мається на увазі, що людині надається турботу та інформаційний супровід особи з відносно тривалим досвідом тверезості. Суть спонсорства — це в основному ділитися досвідом, силою і надією, надавати духовну підтримку, наводячи приклади із власного життя.
На додаток: Існують різні спонсорські допомоги в АА. Окрім алкоголік — алкоголікові, в АА схвально вітаються спонсорська підтримка група-групі або країна-країні, які також опираються в основному на обмін досвідом.

### Програма одного дня (24 години)
Програма в один прекрасний день (один день за один раз), також звана «оаза спокою», звернути увагу на поточні проблеми і події, призначені для захисту від шкодуючи і зупиняючись на минулому або вдаючись до нереальні мрії про майбутнє. Ця програма стосується не тільки людей, що пристрастилися до алкоголю, а й залежних від інших психоактивних речовин. Алкоголік не може гарантувати, що залишиться абстинентний для життя, але в один прекрасний день, 24 годин — так, це більш реально. І як і багато абстиненції алкоголіки вимагають від нас самих.
Програма протягом 24 годин («оаза миру») орієнтована на поточний момент; один з її пунктів починається зі слів «Просто сьогодні я хочу…» Алкоголік готовий, щоб бути щасливим, щоб адаптуватися до навколишнього середовища і до інших людей, розвивати розум і волю, розвивати позитивне ставлення, відповідно до встановленого плану дій, релаксації.

### Анонімність
Члени АА завжди наголошують та просять, щоб у публікаціях стосовно АА, при представленні членів АА, керуватися принципами АА, а саме — НЕ використовувати імена членів АА та їхні особисті фото.
Анонімність — це духовний фундамент Спільноти АА, що забезпечує її членам конфіденційність одужання. 
Анонімні Алкоголіки не об'єднуються з будь-якою іншою організацією, хоча багато з них (організацій та об'єднань) прийняли Програму «12 Кроків» АА для вирішення своїх власних потреб.
Анонімні Алкоголіки самі себе утримують, відмовляючись від будь-яких сторонніх внесків.
Анонімні Алкоголіки не є спеціалізованим об'єднанням. Єдине, що ми пропонуємо, — це добровільна допомога одного алкоголіка іншому у досягненні тверезості.
Те, що кожен дотримається викладених пропозицій АА, дозволить багатьом іншим алкоголікам віднайти АА та приєднатися до цих груп без страху, що їх конфіденційність буде порушено. 
В усьому світі прихильність громадян та ЗМІ було одним із джерел привертання алкоголіків до Спільноти АА. 
Прихильне ставлення уможливлює доступ ширшого кола алкоголіків, що потребують підтримки, у вирішенні проблем своєї алкогольної залежності.

## Галерея

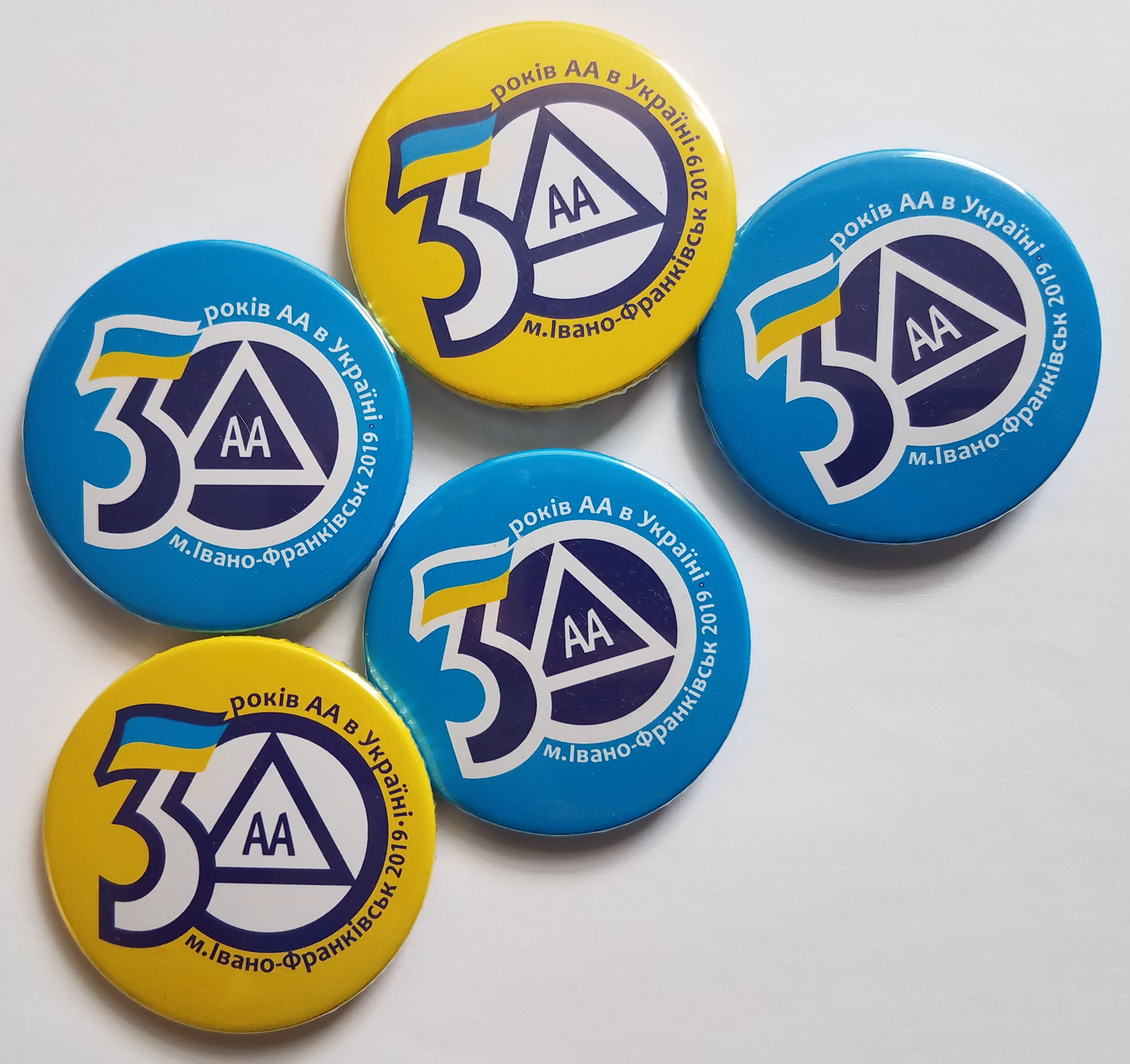
Ювілейні нагрудний знак — виготовлений одноразово до святкового форуму Анонімних Алкоголіків з нагоди 30-ти ліття.